# 恋と十手と千両箱 -ねずみ小僧異聞-
バウ・ミュージカル『恋と十手と千両箱』 -ねずみ小僧異聞-（こいとじってとじゅうりょうばこ ねずみこぞういぶん）は宝塚歌劇団のミュージカル作品。2幕。
作・演出は大関弘政。月組公演。

## 概要
※『宝塚歌劇100年史（舞台編）』の宝塚大劇場公演を参考にした。
江戸時代末期の江戸の町。札差しの筑紫屋の手代銀次郎は、恋仲の跡取り娘の留伊と幸せに暮らしていた。しかし、留伊の母・お民は牧野山城守の罠にかかり抜け荷の罪で獄につながれ、留伊は出城守の測女にされそうになる。生家を大名の陰謀で取り潰された過去を持つ銀次郎は、その恨みを晴らし、留伊を助け出すため、闇に潜り義賊ねずみ小僧となって活動する、恋のロマン作品。

## 公演期間と公演場所
- 1983年6月11日 - 6月27日 宝塚バウホール

## 主な配役
- 銀次郎 - 剣幸
- 留伊 - こだま愛